# Stefan Tihomir
Stefan Tihomir, död 1171, var en serbisk monark. Han var regerande storfurste av Serbien mellan 1166 och 1166.